# Alex Silva (football)
Pour les articles homonymes, voir Alex Silva et Silva.
 Alex Sandro da Silva  plus simplement appelé  Alex Silva  (né le 10 mars 1985 à Amparo) est un footballeur brésilien qui peut jouer défenseur central ou milieu défensif.

## Biographie
Il appartenait au São Paulo FC avant de signer au Hambourg SV en août 2008. Il est le jeune frère du défenseur du Benfica Lisbonne Luisão. En janvier 2010, il est prêté a son ancien club São Paulo. Il fait partie de l'effectif de l'équipe du Brésil qui a remporté la Copa America 2007. 

## Palmarès

### Club
EC Vitoria
- Championnat de Bahia : 2
  - 2003, 2004

São Paulo FC
- Championnat du Brésil : 3
  - 2006, 2007, 2008

### Sélection
- Copa América : 1
  - 2007
- Jeux olympiques :
  - Médaille de bronze aux JO 2008